# 俄罗斯世界遗产列表
根据联合国教科文组织1972年制订的《保护世界文化和自然遗产公约》，世界遗产指对全人类有重要文化或自然价值的遗产项目。常见文化遗产包括古迹（如建筑、雕塑、题字）、建筑群、遗址（如考古遗址）；自然遗产通常是具备特殊物质和生物价值的自然地貌、地质和自然地理结构（如濒危动植物栖息地），或在科学、保育、自然美角度极具价值。苏联1988年10月12日批准公约，该国自然和文化遗迹因此有资格列入《世界遗产名录》。1990年12月，苏联在加拿大班夫举行的联合国教科文组织世界遗产委员会第十四届会议入选首批共五项遗产，其中圣彼得堡历史中心及其相关古迹群（当时叫列宁格勒）、基日島的木結構教堂、克里姆林宫与紅場位于今俄罗斯境内。
俄罗斯截至2023年共有31项世界遗产，其中喀山联邦大学天文台2023年最新入选。另有27项遗产入选预备名单。入选项目分20项文化遗产和11项自然遗产，四项是跨国项目。庫爾斯沙嘴与立陶宛共享，达乌尔斯基自然保护区和乌布苏盆地与蒙古共有，斯特鲁维测地弧与欧洲九国分享。

## 世界遗产
联合国教科文组织根据十项标准收录世界遗产，入选项目必须符合至少一项标准，其中第一（i）至六（vi）项为文化遗产，第七（vii）至十（x）项为自然遗产，同时符合文化和自然遗产标准的叫复合遗产，顺序按入选年份排列。
| 名称                                 | 图像 | 地址                         | 入选年份 | 教科文数据                       | 简介 |
| ------------------------------------ | ---- | ---------------------------- | -------- | -------------------------------- | --- |
| 圣彼得堡历史中心及其相关古迹群       |      | 圣彼得堡                     | 1990     | 540；i、ii、iv、vi（文化）       | 圣彼罗堡源自沙皇彼得大帝在芬蘭灣涅瓦河畔建新国都和港口城市的构想，18世纪初在沼泽、泥炭、岩石组成的险峻地形上建成。遗产包含巴洛克和新古典主义建筑风格的城市历史中心，还有周边如普希金和彼得宮城内纪念物与宫殿。城内知名建筑如冬宫（图，埃尔米塔日博物馆所在地）、海军部、大理石宫。进入20世纪后，十月革命和二战时期的列寧格勒圍城戰都发生在该城（当时叫列宁格勒）。 |
| 基日島的木結構教堂                   |      | 卡累利阿共和国               | 1990     | 544；i、iv、v（文化）            | 奥涅加湖基日島有两座18世纪木制教堂（分别是主显圣容教堂和代祷教堂）和1862年的木制八韵角钟楼，采用独特的艺术风格，代表俄罗斯木匠技术巅峰。建筑定期修整，但尚未大规模翻修。 |
| 莫斯科克里姆林宫和紅場               |      | 莫斯科                       | 1990     | 545；i、ii、iv、vi（文化）       | 莫斯科建于1147年，13世纪便是莫斯科大公国首都和宗教中心，克里姆林宫是城内最古老的部分。城墙与塔楼建于15世纪末到16世纪初，邀请意大利建筑师设计教堂，呈现義大利文藝復興风格影响。圣母升天大教堂是皇室加冕圣地，天使长主教座堂是俄罗斯亲王与沙皇长眠之所。市政建筑源自18至19世纪。红场位于克里姆林宫墙外，左图为红场尽头的聖瓦西里主教座堂。 |
| 諾夫哥羅德及其周圍的歷史古蹟         |      | 諾夫哥羅德州                 | 1992     | 604；ii、iv、vi（文化）          | 诺夫哥罗德是九世纪基辅罗斯第一个首都，12至15世纪诺夫哥罗德共和国首都，连接北欧、中亚、拜占庭帝国的贸易路线在此交汇，发展成俄罗斯重要艺术、文化、精神中心。城内保留的教堂、修道院等大部分遗迹源自诺夫哥罗德共和国时期。左图是諾夫哥羅德克里姆林。 |
| 索洛韦茨基群岛的历史建筑群           |      | 阿尔汉格尔斯克州             | 1992     | 632；iv（文化）                  | 索洛韦茨基群岛位于白海，六个岛至少公元前五世纪就有人类居住。15世纪30年代建造的索羅維斯基修道院防御工事坚固，建成后持续运作，直到20世纪20年代由古拉格改造为战俘营。1939年战俘营关闭，建筑回归东正教。划为世界遗产的包括修道院建筑群、修道士生活村庄、住宅和隐居处、史前遗址、战俘营纪念遗址、北方偏远、恶劣环境居民塑造的周边文化景观。 |
| 弗拉基米尔和苏兹达尔历史遗迹         |      | 弗拉基米尔州                 | 1992     | 633；i、ii、iv（文化）           | 弗拉基米尔和苏兹达尔是12至13世纪弗拉基米尔-苏兹达尔大公国重要城镇，世界遗产主要包含两地风格独特的建筑古迹，如聖歐蒂米奧救世主修道院（左图）、圣母升天大教堂、圣德米特里大教堂、弗拉基米尔金门、亲王城堡、涅爾利河畔代禱教堂、苏兹达尔克里姆林、苏兹达尔圣诞主教座堂、基德克沙教堂。 |
| 谢尔吉圣三一大修道院                 |      | 莫斯科州                     | 1993     | 657；ii、iv（文化）              | 修道院位于謝爾吉耶夫鎮，是俄罗斯正教会精神核心、牧首所在地，还是俄罗斯最重要的修道院，1337年建成后持续发展几个世纪。圣三一大教堂始于1422年，存放安德烈·魯布烈夫最有名的代表作《三圣图》。圣母升天大教堂建于16世纪后半叶，鲍里斯·费奥多罗维奇·戈东诺夫沙皇与皇族长眠于此。修道院由厚厚的防御墙包围，是波蘭立陶宛聯邦1610年围城期间建起的防御工事。 |
| 科罗缅斯克的耶稣升天教堂             |      | 莫斯科                       | 1994     | 634rev；ii（文化）               | 教堂1532年为纪念伊凡四世王子诞生而建，对17世纪中叶以前的俄罗斯教会建筑影响很大。教堂重要意义源于独特风格，将俄罗斯建筑长期以木制的攒尖顶改用石制。屋顶下方基础呈八角型，上面的装饰人称“科科什尼克”。 |
| 科米原始森林                         |      | 科米共和国                   | 1995     | 719；vii、ix（自然）             | 此世界遗产包含乌拉尔山脉3.2万平方公里原始森林，拥有北方針葉林、凍原、北方冻原，以松柏、白杨、白桦最常见，还有大量泥炭地。 |
| 贝加尔湖                             |      | 伊尔库茨克州、布里亞特共和國 | 1996     | 754；vii、viii、ix、x（自然）    | 贝加尔湖深1700米，是世上最深且最古老的湖，已有2500万年历史，拥有世上两成未结冰淡水。湖内及周边拥有独特的动植物群和大量特有物种。 |
| 勘察加火山                           |      | 堪察加邊疆區                 | 1996     | 765bis；vii、viii、ix、x（自然） | 堪察加半島活火山密集，类型与特征大相径庭，还有大量冰川。此地还是海獺、棕熊、白尾海雕、虎头海雕栖息地，河流是鲑鱼产卵区。世界遗产范围2001年扩大到包括六片地区，左图乃克柳切夫火山。 |
| 金山-阿尔泰山                        |      | 阿尔泰共和国                 | 1998     | 768rev；x（自然）                | 本项世界遗产包含阿尔泰自然保护区、卡通自然保护区、捷列茨科耶湖、別盧哈山、烏科克高原，重要价值主要体现在生物多样化，拥有草原、森林草原、混交林三种植被垂直分带，亚高山和高山植物丰富且为雪豹栖息地。 |
| 喀山克里姆林宫                       |      | 鞑靼斯坦共和国               | 2000     | 980；ii、iii、iv（自然）         | 伊凡四世沙皇1552年征服喀山汗國（欽察汗國继承国）首都喀山，在鞑靼人要塞建造克里姆林宫。城堡内大部分建筑在16至19世纪落成，体现俄罗斯和鞑靼人共同影响，呈现基督教与穆斯林信仰交流。庫爾沙里夫清真寺建于21世纪，原址也是清真寺。 |
| 西高加索山                           |      | 克拉斯诺达尔边疆区           | 1999     | 900；ix、x（自然）               | 本遗产包含高加索山脉西部高加索自然保护区等七片地区，属于少数未经人类显著影响的山地森林地区，拥有低地到亚高山地区各种生态系统，动植物种类丰富，还重新引入欧洲野牛山区亚种。 |
| 費拉邦多夫修道院遗址群               |      | 沃洛格达州                   | 2000     | 982；i、iv（文化）               | 圣费拉庞特1398年在荒凉的俄罗斯北部建立修道院，建筑可追溯至15到17世纪，19世纪新增石墙。费拉邦多夫修道院保存完好，是当时俄罗斯东正教代表建筑。罗斯托夫人1490年建造圣母诞生大教堂，内墙上有画家笛欧尼兹的濕壁畫。 |
| 庫爾斯沙嘴*                          |      | 加里宁格勒州                 | 2000     | 994；v（文化）                   | 库尔斯沙嘴是长98公里的沙丘（沙咀），从波罗的海隔出庫爾斯潟湖，史前时代就有人居住。17至18世纪的滥砍滥伐导致沙丘移向泻湖，埋掉最古老的定居点。沙丘稳定工作19世纪起持续至今，建造用于保护环境的沙丘山脊，植树并组建树篱。古老的渔村随时代发展变成旅游胜地，建起灯塔、码头、教堂、学校、乡间庄园。沙地动植物群、鸟类迁移要道令此地更具价值。沙嘴北部位于立陶宛，南部在俄罗斯加里宁格勒州。 |
| 中锡霍特山脉                         |      | 滨海边疆区                   | 2001     | 766bis；x（自然）                | 本项目由锡霍特山脉三部分组成：锡霍特山脉自然保护区、高拉利奇动物保护区，2018年修订后新增的比金河谷（左图）。北方针叶林和亚热带森林在这里的温带森林形成独特交汇，是东北虎、喜马拉雅黑熊、原麝、貂熊、紫貂等动物栖息地。 |
| 乌布苏盆地*                          |      | 图瓦共和国                   | 2003     | 769rev；ix、x（自然）            | 本项目为俄罗斯和蒙古共有，其中俄罗斯七处，蒙古五处。乌布苏盆地是大型内流盆地，流入规模庞大、水深较浅、盐度很高的烏布蘇湖。盆地上有各种栖息地，如湿地、草原、各种森林、淡水和咸水生态系统、高山冻原。这里鸟类繁多，还有雪豹、长爪沙鼠、盘羊、西伯利亚北山羊。 |
| 德尔本特城堡、古城及要塞             |      | 达吉斯坦共和国               | 2003     | 1070；iii、iv（文化）            | 德尔本特位于裏海和高加索山脉间的狭窄平原，是俄罗斯历史最悠久的城市。城池地处欧亚战略要地，公元前一千年就建起控制交通要道的防御工事。公元五到六世纪萨珊王朝建起两道平行城墙，有些留存至今。堡垒和城市发展受阿拉伯人、塞尔柱人、蒙古人、帖木儿人、伊朗人统治影响。19世纪纳入俄罗斯帝国后，此地逐渐丧失军事职能。 |
| 弗兰格尔岛自然保护区                 |      | 楚科奇自治区                 | 2004     | 1023rev；ix、x（自然）           | 弗兰格尔岛位于楚科奇海与东西伯利亚海之间的北冰洋，第四纪冰河时期未由冰雪覆盖，大量植被免于冰雪破坏保存下来，生物多样化程度高居北极岛屿首位。此地还是真猛獁象最后的栖息地。除主岛外，世界遗产还包括赫勒爾德島及周边水域。保护区拥有大量海鸟、雪雁、海象，是灰鯨主要觅食地。 |
| 新聖女修道院                         |      | 莫斯科                       | 2004     | 1097；i、iv、vi（文化）          | 修道院创于16世纪20年代，莫斯科巴洛克风格复合建筑建于16到17世纪，是当时当地流行风格典范。修道院与皇室关系密切，是贵族和富裕家庭女子当修女的首选和贵族长眠之所。修道院周围防护墙建造时融入莫斯科城防。 |
| 雅罗斯拉夫尔城的历史中心             |      | 雅羅斯拉夫爾州               | 2005     | 1170；ii、iv（文化）             | 雅罗斯拉夫尔地处伏尔加河与科托羅斯爾河交汇，始于11世纪小型木制要塞，1463年纳入莫斯科大公国后发展成商业重镇，至今保有许多建于16和17世纪的教堂。经过18世纪末叶卡捷琳娜二世女皇的城镇规划改革，雅罗斯拉夫尔核心部分按新古典主义建筑风格重新设计，形成放射状城市规划。 |
| 斯特鲁维地理探测弧线*                |      | 列宁格勒州                   | 2005     | 1187；ii、iii、vi（文化）        | 斯特鲁维地理探测弧线是天文学家瓦西里·雅可夫列维奇·斯特鲁维1816至1855年的测量点，是人类首次精确测量子午线长短，由此掌握地球确切大小和形状，堪称地球科学和地形绘图学发展里程碑。弧线北起挪威哈默菲斯特，南至黑海，共穿越十个国家，长2820公里，不但是多国科学家通力合作典范，也是多国君主为科学事业协作的范例。原始弧线包含258个主要三角形和265个测量站点。列入世界遗产名录的弧线有34个原始测量站点，带有各种不同标记，如岩石钻孔、铁十字、堆石标或方尖石碑。34个测量站点从北至南分别位于挪威、瑞典、芬兰、俄罗斯、爱沙尼亚、拉脱维亚、立陶宛、白俄罗斯、摩尔多瓦、乌克兰，其中俄罗斯境内两个点都在戈格兰岛。 |
| 普托拉納高原                         |      | 克拉斯諾亞爾斯克邊疆區       | 2010     | 1234rev；vii、ix（自然）         | 普托拉纳高原位于中西伯利亞高原最北面，地质组成以西伯利亞暗色岩的玄武岩为主。此地非常偏远，基本没有人类涉足，拥有北方针业林、森林冻原、冻原、极地沙漠、湖泊、河流等各种生压系统，是西伯利亚东西植被交汇地带，还是驯鹿迁移路线重要地点。 |
| 勒那河柱状岩自然公园                 |      | 萨哈                         | 2012     | 1299bis；viii（自然）            | 勒拿河上方的柱状岩乃极端大陆气候产物，最高可达两百米。此地冬季气温远低于冰点，夏季特别炎热，引起冻融作用扩大岩石间接缝。石柱包含寒武纪岩石，里面的化石记载寒武纪大爆发早期物种分化。2015年遗产边界小幅调整。 |
| 保加尔历史与考古遗迹                 |      | 鞑靼斯坦共和国               | 2014     | 981rev；ii、vi（文化）           | 保加尔是7至15世纪保加尔人国家伏尔加保加利亚首都，不过该国经常迁都。13世纪蒙古入侵，保加尔变成金帐汗国早期都城，喀山汗國时期一直是重要贸易中心。922年伊斯兰教成为国教，但保加尔仍是伏尔加鞑靼人朝圣圣地。 |
| 達斡爾景觀*                          |      | 外貝加爾邊疆區               | 2017     | 1448rev；ix、x（自然）           | 達斡爾景觀位于贝加尔湖以东，包含俄罗斯达斡尔自然保护区和蒙古三地，拥有各种草原生态系统、森林、草原、湿地、湖泊。此地乃白枕鶴等许多鸟类的筑巢地或迁徙路线，还是黄羊迁移区。 |
| 斯维亚日斯克岛圣母升天大教堂与修道院 |      | 鞑靼斯坦共和国               | 2017     | 1525；ii、iv（文化）             | 斯维亚日斯克岛位于伏尔加河、斯維亞加河、斯库加河交汇，伊凡四世1511年创建。该岛地处伏尔加河与丝绸之路交叉路口，战略位置优越，是伊凡四世征服喀山汗國的前哨站。圣母升天大教堂与修道院复合建筑始于16世纪并在18世纪翻修，大教堂壁画乃俄罗斯各地风格的独特融合，是该国东正教绘画典范。 |
| 普斯科夫学派教堂建筑                 |      | 普斯科夫州                   | 2019     | 1523；ii（文化）                 | 普斯科夫学派源自拜占庭与诺夫哥罗德传统，融合地方乡土传统并根据当地资源调整。此项世界遗产包含普斯科夫十座教堂和修道院及关联建筑，是该学派代表建筑。15至16世纪是普斯科夫学派巅峰期，这些教堂和修道院建于12至17世纪初，左图是建于12世纪的圣约翰大教堂。普斯科夫的建筑师将风格带到莫斯科、喀山、斯维亚日斯克等许多俄罗斯城市。 |
| 奥涅加湖和白海的岩刻                 |      | 卡累利阿共和国               | 2021     | 1654；iii（文化）                | 本世界遗产包含奥涅加湖与白海的33处岩刻，奥涅尔湖的岩刻描绘鸟类、动物、半人半兽形象，还有估计代表日月的几何形状；白海岩刻描绘狩猎、捕鱼及所需设备、动物和人类脚印。这些作品始于六到七千年前，是研究芬諾斯堪底亞新石器时代文化生活的重要资源。 |
| 喀山联邦大学天文台                   |      | 鞑靼斯坦共和国               | 2023     | 1678；ii、iv（文化）             | 该遗产由2部分组成：一部分位于喀山历史中心，另一部分位于城市西郊的森林地带。喀山市天文台建于1837年，位于喀山联邦大学校园内，有着半圆形的外墙和3座带穹顶的塔楼，楼内放置天文仪器。郊区的恩格尔哈特（Engelhardt）天文台包括天空观测建筑和住宅楼，全部位于一座公园内。天文台保存了完整的天文仪器，如今主要发挥教育功能。 |

## 预备名单
除已入选项目外，接受《保护世界文化和自然遗产公约》的成员国还可以把遗产项目列入预备名单，任何遗产在提名《世界遗产名录》前都必须入选预备名单。俄罗斯的预备名单共有28项遗产。
| 名称                                                              | 图像 | 位置                   | 列入年份 | 对应标准                       | 简介 |
| ----------------------------------------------------------------- | ---- | ---------------------- | -------- | ------------------------------ | --- |
| 杰拉克阿萨博物馆保护区                                            |      | 印古什共和国           | 1996     | （文化）                       | 杰拉克阿萨博物馆保护区包含阿萨河与阿姆希河峡谷18个以石塔闻名的定居点。这些石塔具备居住和防御双重用途，大部分建于16到17世纪。 |
| 伊爾庫茨克历史中心                                                |      | 伊尔库茨克州           | 1998     | （文化）                       | 伊尔库兹克位于伊爾庫特河与安加拉河畔，距贝加尔湖66公里，已有三百多年历史。该城源自1661年始建的军事堡垒，1825年十二月党人起义后许多人流亡至此。经过20世纪大规模城市化，伊尔库兹克仍保有许多不同时期建筑，如左图采用传统装饰的木屋和西伯利亚巴洛克建筑。         |
| 罗斯托夫克里姆林                                                  |      | 雅羅斯拉夫爾州         | 1998     | ii、iii、iv、vi（文化）        | 罗斯托夫克里姆林俯瞰涅羅湖，原有的三部分在17世纪整合，里面有城市住宅、多所教堂，外侧围以高墙，是保存非常完好的古俄罗斯建筑。 |
| 葉尼塞斯克历史中心                                                |      | 克拉斯諾亞爾斯克邊疆區 | 2000     | ii、iii、iv（文化）            | 葉尼塞河畔的叶尼塞斯克建于1619年，是俄罗斯扩张到东西伯利亚的基地，也是重要贸易中心。城内保有许多18到19世纪建筑，左图是主显圣容修道院。 |
| 萨卡奇阿梁岩刻                                                    |      | 哈巴罗夫斯克边疆区     | 2003     | （文化）                       | 萨卡奇阿梁村附近黑龙江流域上方悬崖的岩刻可追溯到史前时代，俄罗斯东方学家彼得·伊万诺维奇·卡法罗夫19世纪后半叶发现，20世纪经过进一步研究。 |
| 科曼多尔群岛（科曼多尔斯基自然保护区）                            |      | 堪察加邊疆區           | 2005     | vii、viii、ix、x（自然）       | 科曼多尔斯基自然保护区由白令岛、左图梅德內島、众多小岛及周边水域组成。这些岛屿乃阿拉斯加州至堪察加半島海底火山脊突出水面形成，是鸟类和海洋哺乳动物的重要栖息地。                                                                                               |
| 马加丹自然保护区                                                  |      | 马加丹州               | 2005     | vii、viii、ix、x（自然）       | 马加丹自然保护区由四部分组成，三个位于鄂霍次克海岸或附近，一个偏向内陆。当地盛行副极地气候，森林以松柏为主，有许多特有植物。河流对迁徙鮭魚非常重要。 |
| 斯托尔贝自然保护区                                                |      | 克拉斯諾亞爾斯克邊疆區 | 2007     | vii、viii、ix、x（自然）       | 斯托尔贝是薩彥嶺东部岩层，可追溯到古生代，由岩浆和沉积作用形成，内有寒武纪时期化石。此地还有洞穴等喀斯特地形，许多攀岩爱好者慕名而来，还把在此自由式登山称为“斯托尔贝主义”。                                                                                   |
| 瓦休甘沼澤                                                        | –    | 托木斯克州             | 2007     | vii、viii、ix、x（自然）       | 鄂畢河与额尔齐斯河流域的瓦休甘沼泽包含酸性泥炭沼泽、矿质泥炭沼泽、森林沼泽，是北半球最大的沼泽，在全新世发展形成。此地昆虫极多，为迁徙或筑巢的大量鸟类提供食物，现存哺乳动物如加拿大馬鹿、棕熊、猞猁、紫貂。                                                   |
| 阿斯特拉罕克里姆林建筑群                                          |      | 阿斯特拉罕州           | 2008     | ii、iii、iv（文化）            | 伊凡四世征服阿斯特拉罕汗國后在1558年用木头建起阿斯特拉罕克里姆林，此后数十年间逐渐换成石头，曾是俄罗斯东南边境据点和丝绸之路站点。左图乃圣母升天大教堂，是18世纪俄罗斯教堂建筑典范。                                                                           |
| 伊尔门山                                                          |      | 车里雅宾斯克州         | 2008     | vi、vii、viii（自然）          | 伊尔门山蕴藏各种丰厚矿藏，有些还是首度发现，如钛铁矿、獨居石、钙霞石、铌钇矿。当地已划为伊尔门自然保护区，一般不向公众开放。 |
| 塔纳伊斯考古遗址                                                  |      | 罗斯托夫州             | 2009     | ii、iii、v（文化）             | 塔纳伊斯是古希腊国家博斯普鲁斯王国的殖民地，公元前三世纪在頓河三角洲建成后很快发展成发达贸易中心，方便希腊人与萨尔马提亚人等草原游牧部落交流。塔纳伊斯在公元三世纪烧毁，估计乃哥特人所为。当地仍有人居住，但定居点中心此后几世纪逐渐远离城池废墟。             |
| 巴什基尔乌拉尔                                                    |      | 巴什科尔托斯坦共和国   | 2012     | i、iii、v、vi、viii、x（复合） | 乌拉尔山脉南部在自然和文化两方面都有重要价值。欧亚森林和草原在此交汇，生物种类繁多，还有洞穴等许多喀斯特地形现象。左图是发现旧石器时代洞穴壁画的卡波瓦洞穴。如今在此生活的巴什基爾人还保有野生养蜂等古老传统。                                                 |
| 克诺泽罗国家公园                                                  |      | 阿尔汉格尔斯克州       | 2014     | iii、iv、v、vi、vii（复合）    | 克诺泽罗国家公园包含12到16世纪数百年间农业发展形成的文化景观。当地以北方针叶林为主且湖泊众多，最大两湖分别是克洛澤羅湖和列克什莫澤羅湖。园内有许多木制教堂、小圣堂、神圣十字架、神圣丛林，左图乃建于18世纪的圣乔治教堂。                                       |
| 科米原始森林（再提名）                                            |      | 科米共和国             | 2014     | vii、viii、ix、x（自然）       | 本提名旨在调整已有世界遗产边界，根据教科文组织标准进一步突出自然价值 |
| 西高加索（再提名）                                                |      | 克拉斯诺达尔边疆区     | 2014     | ix、x（自然）                  | 本提名旨在调整已有世界遗产边界 |
| 马马耶夫山岗“致斯大林格勒战役英雄”纪念建筑群                      |      | 伏尔加格勒州           | 2014     | i、iv、vi（文化）              | 建筑群位于伏尔加格勒（前斯大林格勒），1959至1967年建成，纪念第二次世界大战斯大林格勒战役牺牲的苏联军人。提名项包含楼梯、广场、纪念堂，核心乃叶夫根尼·维克多罗维奇·武切季奇所创巨型雕塑《祖国母亲在召唤》。                                                     |
| 奥格拉赫蒂山脉                                                    |      | 哈卡斯共和国           | 2016     | i、iii、vi、x（复合）          | 人类至少五千年前就在叶尼塞河畔的奥格拉赫蒂山脉定居，各种文化留下考古遗迹，如一到七世纪塔施提克文化岩刻与墓葬，左图乃该文化丧葬面具。当地森林和草原基本未受人类活动影响，动植物种类繁多。                                                                       |
| 戈羅霍韋茨历史中心                                                |      | 弗拉基米尔州           | 2017     | ii、iv（文化）                 | 12世纪建于克利亞濟馬河畔的戈罗霍韦茨旨在保护弗拉基米尔-苏兹达尔大公国南方边境，17到18世纪最为繁华，发展成重要贸易中心，建起许多教堂和修道院。 |
| 巴泽雷克文化瑰宝                                                  |      | 阿尔泰共和国           | 2018     | i、ii、iii、vi（文化）         | 巴泽雷克文化乃公元前二到六世纪斯基泰游牧民族铁器时代考古学文化，提名项目包含岩刻，墓葬保存的木乃伊还有刺青，另有如左图地毯般的残留纺织品。部分遗迹位于金山-阿尔泰山世界遗产缓冲区。                                                                            |
| 卡波瓦洞穴岩画                                                    |      | 巴什科尔托斯坦共和国   | 2018     | i、iii（文化）                 | 卡波瓦洞穴岩画可追溯至旧石器时代晚期，用红色赭石所绘，内容如猛犸象、披毛犀、牛、马。估计洞穴曾用于宗教仪式数千年，在20世纪中期重新发现。 |
| 佩列斯拉夫尔-扎列斯基1152至1157年建成的主显圣容大教堂和中世纪城墙 |      | 雅羅斯拉夫爾州         | 2019     | i、ii、iv（文化）              | 主显圣容大教堂乃留存至今且历史最悠久的俄罗斯白石建筑典范，设计体现拜占庭帝国传统和西欧罗曼式建筑风格。尤里·多尔戈鲁基1152年创立佩列斯拉夫尔-扎列斯基，周围土墙保存至今。                                                                                       |
| 楚科奇北极海洋猎人遗迹                                            |      | 楚科奇自治区           | 2019     | ii、iii、v、vi（文化）         | 本项目包含西伯利亞尤皮克族（爱斯基摩人）在楚科奇半岛北端生活的三处遗迹：位于埃科文的墓葬可追溯至公元一至九世纪；纳乌干村与努卡克遗迹在15至19或20世纪活跃；老白令海遗迹包括工具、狩猎武器、家用品、珠宝。猎人主要捕杀海洋哺乳动物，用动物骨骼做工具和骨雕装饰。 |
| 维亚茨科村                                                        |      | 雅羅斯拉夫爾州         | 2019     | ii、v（文化）                  | 维亚茨科村始于1502年，主要在18世纪发展起来，商人与农民住房、教堂、公共建筑保存完好，还有多所主题博物馆。村民保留醃黃瓜等传统手工技艺。 |
| 迪夫诺戈里历史与文化遗迹                                          |      | 沃罗涅日州             | 2020     | ii、iv、v、vi（文化）          | 迪夫诺戈里是顿河两岸的白堊岩与石灰岩景观，人类早在旧石器时代晚期便在此居住并捕猎马匹。公元九至十世纪可萨人在此设立萨尔托沃─马雅基文化定居点并修筑防御工事。18至19世纪隐士来到此地，把软岩雕成洞穴和教堂，左图乃施洗圣约翰洞穴修道院。                          |
| 克塔雷克国家公园                                                  | –    | 萨哈                   | 2021     | ix、x（自然）                  | 克塔雷克国家公园包含部分科雷馬低地和亞納-因迪吉爾卡低地，冻原景观与多边形土壤、冰核丘等热喀斯特现象结合。濒危物种白鹤在此栖息，还有多种鸭和鹅。 |
| 图瓦国王谷                                                        |      | 图瓦共和国             | 2021     | i、iii、iv（文化）             | 成千上万的库尔干位于乌尤克河谷地，采用石头或泥土建造，可追溯至公元前千年的青铜时代与铁器时代，考古研究1915年启动。大的库尔干直径120米，高四米。左图是发现数千件金器的阿兹汗二号墓，金器现存博物馆。                                                            |